# 圣海伦圣卡瑟琳高中
圣海伦圣卡瑟琳高中是一所位于英国牛津郡阿賓頓的9-18岁女子獨立學校。

## 历史
圣海伦圣卡瑟琳高中原是两所不同女校——圣海伦女校，和圣卡瑟琳女校，始于二十世纪初叶。两所学校于1983年合并为当今的圣海伦圣卡瑟琳高中。

## 现况
圣海伦圣卡瑟琳高中有多个建筑，并为不同学科备有不同设备：若干普通教室，两个美术教室，七个科学实验室，一个专为语言及英语新开的建筑包括“语言学习中心”，内含数十台学语言专用电脑，一个表演艺术中心，一个圆形剧场，若干音乐教室包括音乐设备，一个美术展览走廊，两个体育馆，一个游泳池，长曲棍球、棒球、足球和网球场地。并有两个图书馆。

## 校友
- 瑪麗·艾倫（英语：Mary_Allen），倫敦皇家歌劇院前首席執行官
- 哈蒂·阿徹（英语：Hatti Archer） ，運動員
- 薇洛妮卡·阿什沃斯（英语：Veronica Ashworth），英國皇家空軍軍官和護士
- 莎曼珊·卡麥隆，英國前首相大衛·卡麥隆的妻子
- 珍妮·豐比（英语：Jennie_Formby）聯合工會高級官員兼工黨總書記
- 埃爾斯佩斯·漢森，弦樂四重奏團體BOND的小提琴手
- 安妮·穆勒（英语：Anne_Mueller），公務員和學者
- 林賽·拉塞爾（英语：Lindsey_Russell），藍彼得主持人
- 愛麗絲湯姆森（英语：Alice Thomson），《泰晤士報》首席作家
- 簡·特蘭特（英语：Jane Tranter），英國廣播公司商業分支主管

## 外部連結
- St Helen and St Katharine Website （页面存档备份，存于）
- Profile on the Independent Schools Council website
- 2013 independent schools Inspectorate Inspection report 2013 （页面存档备份，存于）
- The SHSK Society （页面存档备份，存于） (Alumnae)